# Ayawayqu
Ayawayqu (en quechua: aya cadáver, valle wayq'u, "valle cadáver", o traducido también como Ayawayqo), también conocido como Yukay o Kapillayuq es un sitio arqueológico con pinturas rupestres en Perú. Está situado en el distrito de Yucay, provincia de Urubamba, dentro del departamento del Cuzco. El sitio se encuentra a una altitud de unos 3.100 metros (10.171 pies) en el lado sur de la montaña Kapillayuq.